# Centro trasmittente della Paganella

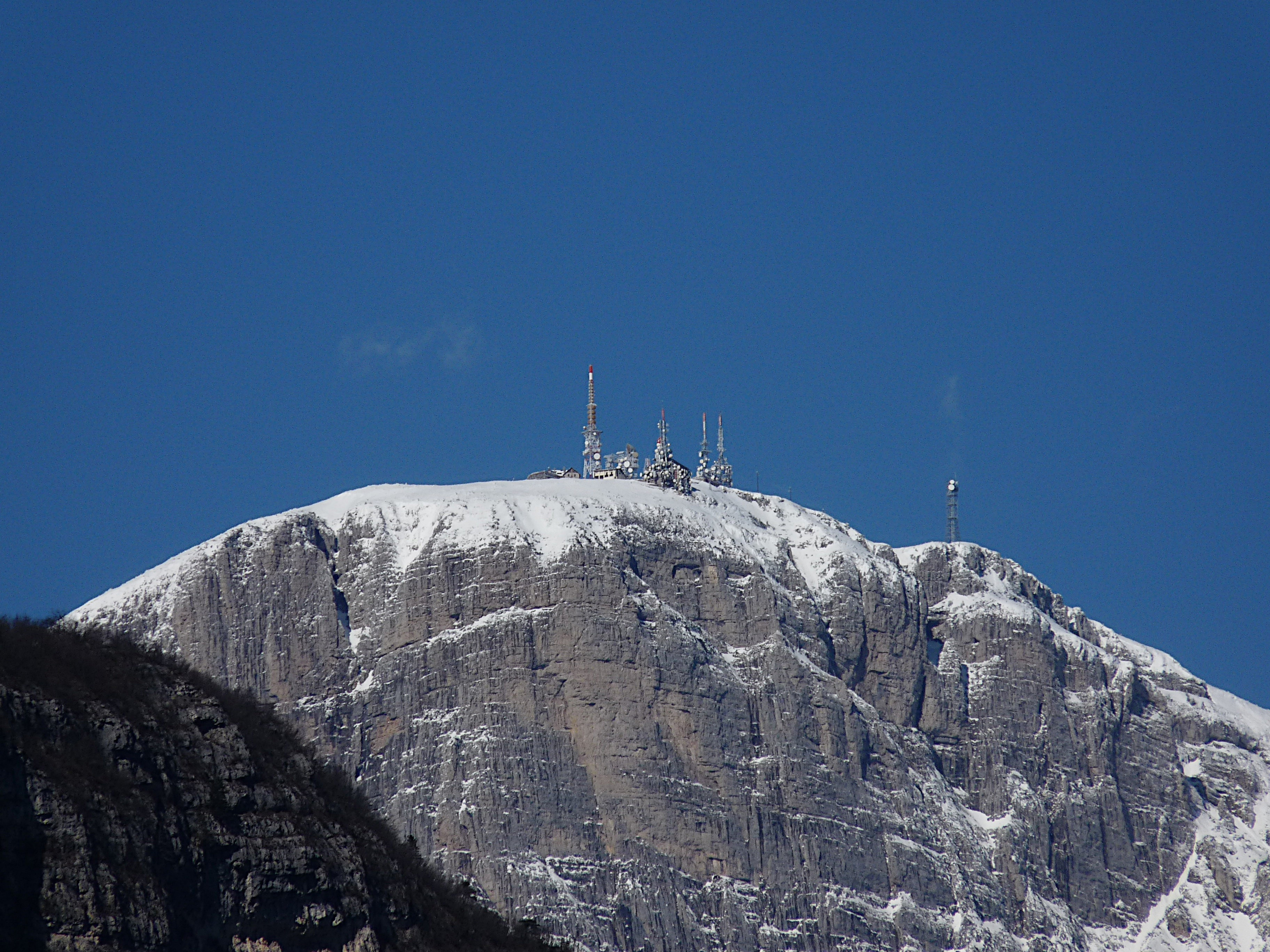
Cima Paganella (con molte antenne e torri radio) vista dalla frazione di Vela

Il centro trasmittente della Paganella è una delle più importanti postazioni radiotelevisive d'Italia e si trova in Trentino-Alto Adige, più precisamente nella provincia autonoma di Trento, posto sul gruppo montuoso della Paganella.
Si divide in due diversi punti (Cima Paganella a 2.098 m s.l.m. e Cima Roda a 2.125 m s.l.m.) ed ospita numerosi impianti di pubblica e privata trasmissione radiotelevisiva, tra cui i principali sono di proprietà di Rai Way (RAI), RAS, Mediaset, Eitowers Trentino, Persidera, Cairo Due e 3D-Free.

## Trasmettitori sulla Cima Paganella

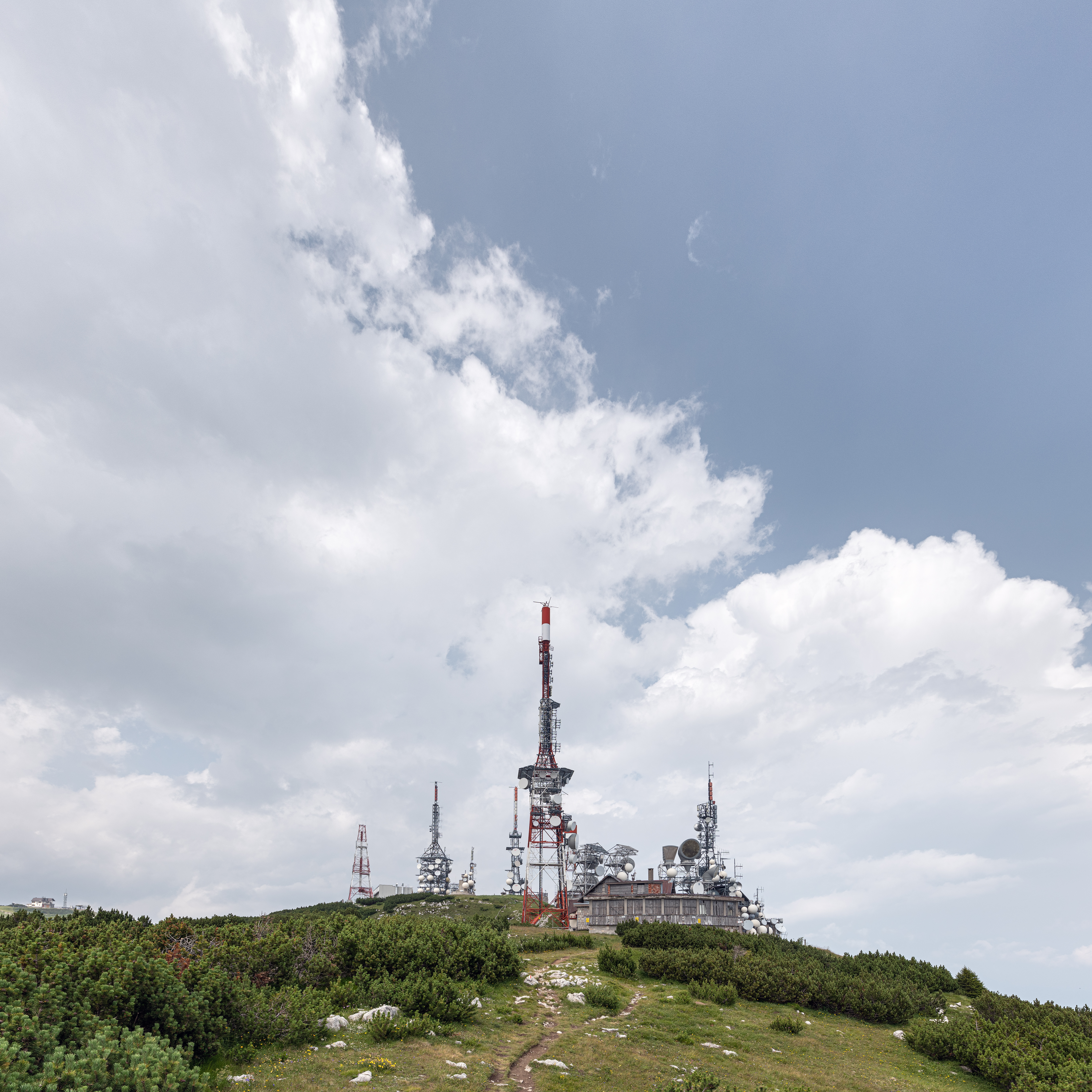
Trasmettitori Cima Paganella visti da vicino

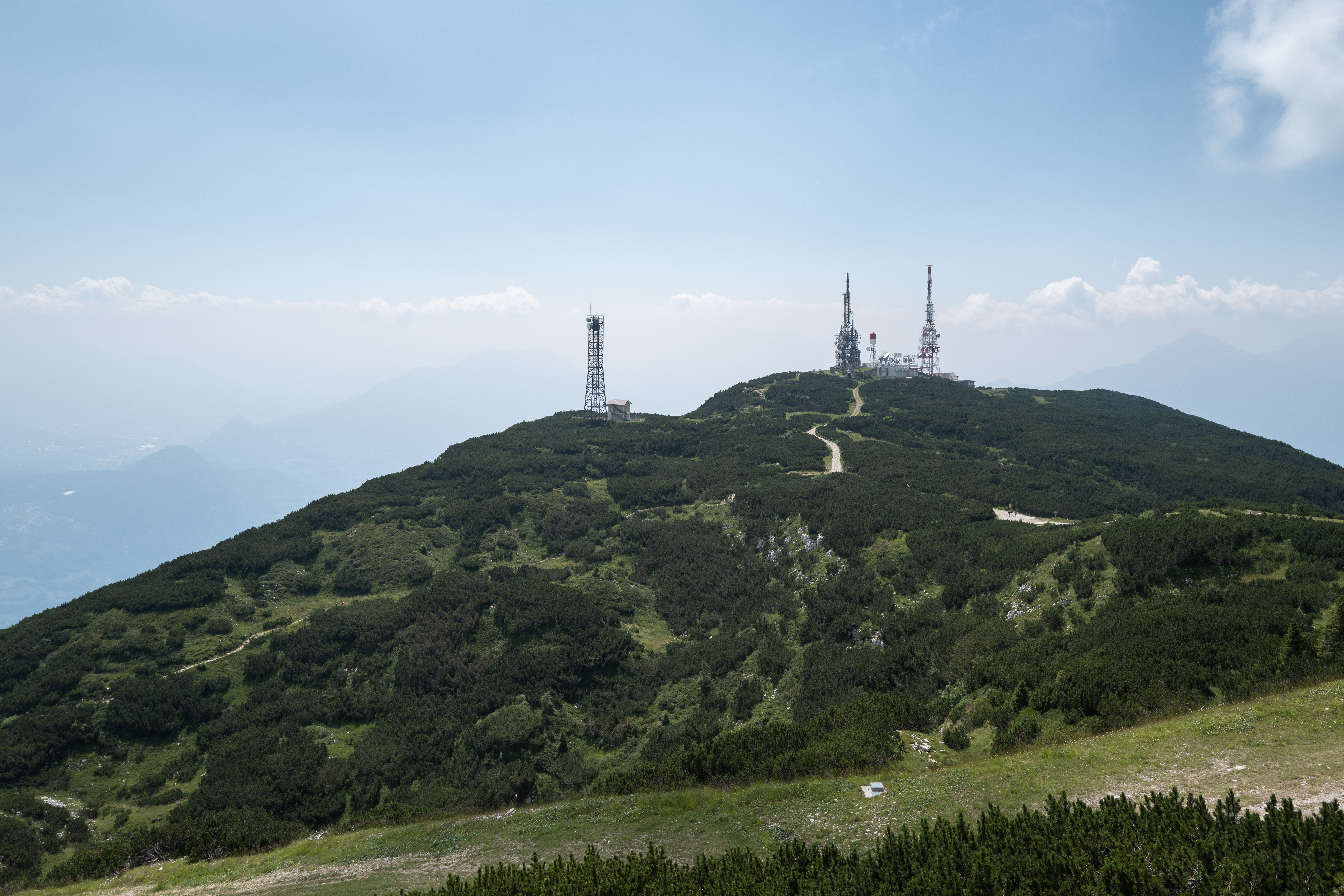
Cima Paganella vista da sentiero

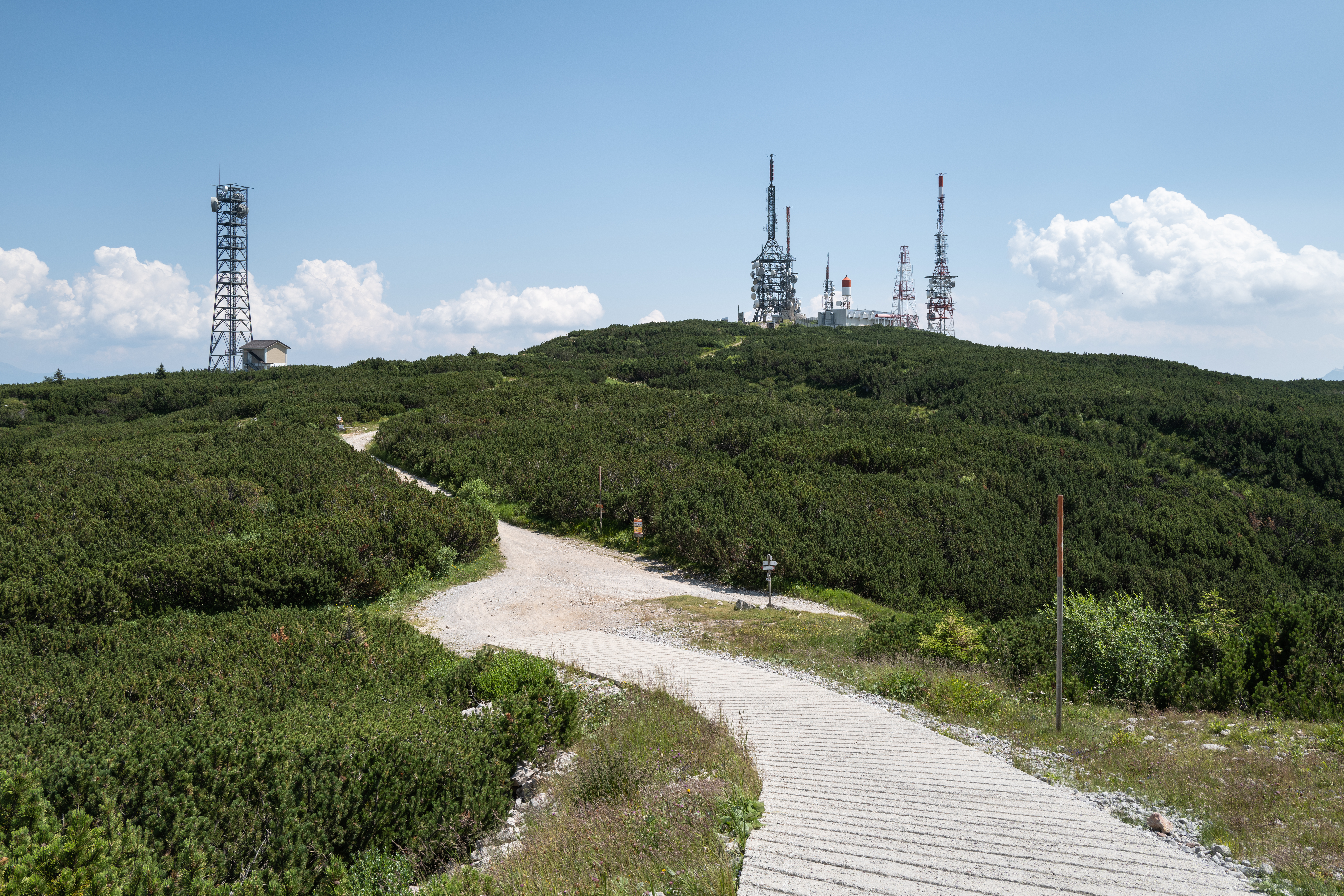
Trasmettitori della Paganella fotografati scendendo dalla Cima Roda

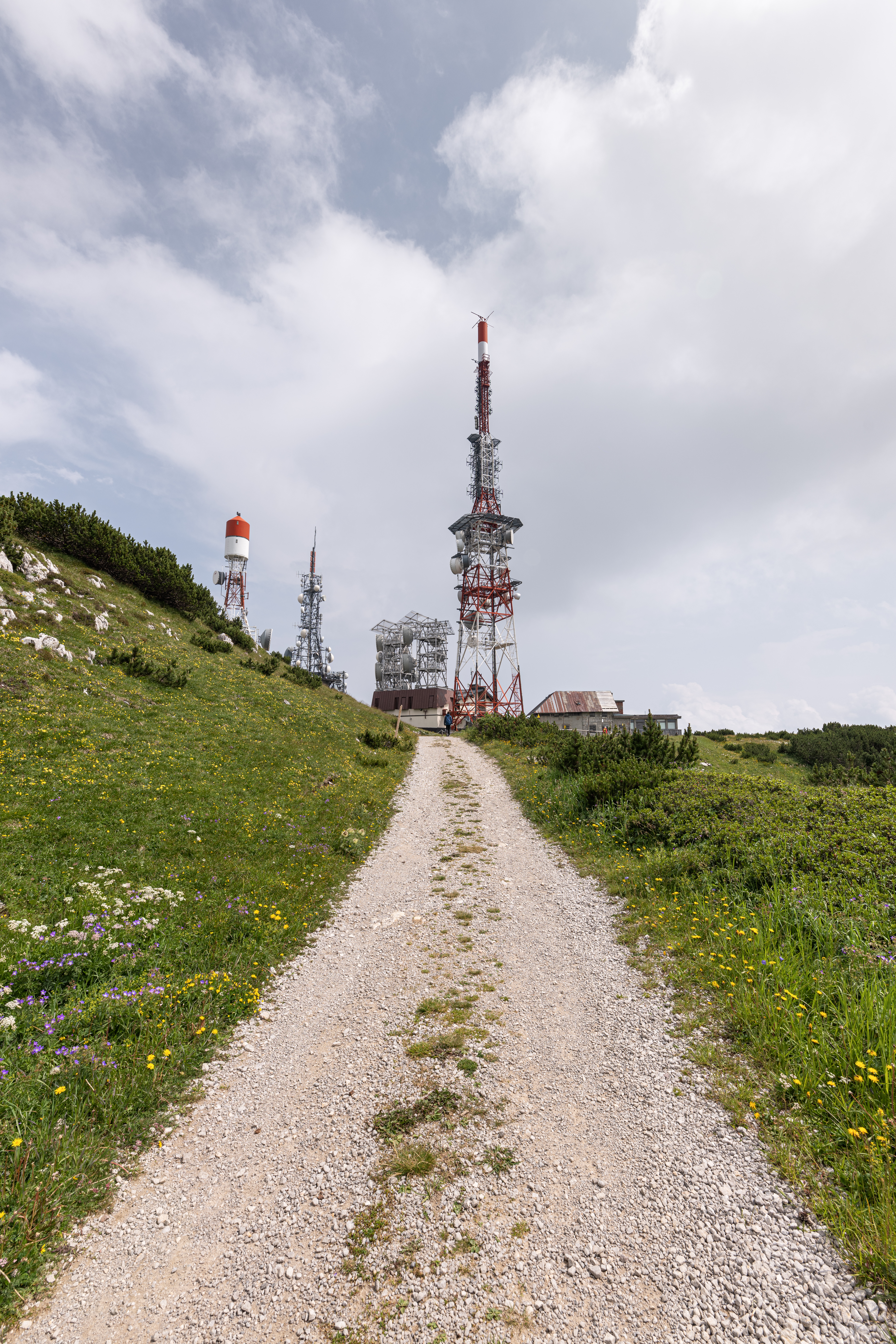
Trasmettitori visti da vicino (con antenna Rai in primo piano)

Posti nel comune di Vallelaghi in una posizione strategica, ad un'altezza di 2.098 m s.l.m. sulla Cima Paganella, si trovano molti trasmettitori di natura radiotelevisiva e telefonica.
Emissioni televisive (DTT):
| Canale | Nome          | Polarizzazione    |
| ------ | ------------- | ----------------- |
| 21     | Ras 1         | Mista             |
| 24     | Dfree         | Mista             |
| 25     | Cairo Due     | Mista             |
| 26     | RAI Mux A     | Mista/Orizzontale |
| 34     | Ras 2         | Mista             |
| 36     | Mediaset 2    | Mista             |
| 38     | Mediaset 3    | Mista             |
| 40     | RAI Mux B     | Mista/Orizzontale |
| 41     | RL Trentino 1 | Mista             |
| 42     | Ras 3         | Mista             |
| 43     | RAI Mux MR2   | Mista/Orizzontale |
| 44     | Persidera 1   | Mista             |
| 45     | Persidera 3   | Mista             |
| 46     | Mediaset 1    | Mista             |
| 48     | Persidera 2   | Mista             |

Emissioni radiofoniche (DAB):
| Canale | Nome                         |
| ------ | ---------------------------- |
| 7C     | RAI DAB+ TRENTINO-ALTO ADIGE |
| 7D     | DAB Italia                   |
| 9A     | EURODAB ITALIA               |
| 10B    | RAS 1 DAB                    |
| 10D    | RAS 2 DAB                    |
| 11B    | MEDIA DAB                    |
| 11C    | DIGILOC                      |

Emissioni radiofoniche (Radio FM):
- 88,20 MHz - RTT La Radio
- 88,60 MHz - Rai Radio 1
- 89,20 MHz - Radio Studio Più
- 90,70 MHz - Rai Radio 2
- 92,70 MHz - Rai Radio 3
- 93,00 MHz - Radio Italia
- 93,40 MHz - Radio 105
- 94,30 MHz - Radio Kiss Kiss
- 95,40 MHz - Radio Monte Carlo
- 96,90 MHz - Radio Viva FM
- 97,50 MHz - Südtirol 1
- 98,60 MHz - RDS
- 99,90 MHz - Radio Rete Regione NBC - Info A22
- 100,50 MHz - Radio Maria
- 100,80 MHz - Radio Cafè
- 101,10 MHz - Radio Dolomiti
- 102,00 MHz - Radio Capital
- 102,50 MHz - RTL 102.5
- 102,70 MHz - Radio 24
- 103,00 MHz - R101
- 103,70 MHz - Radio Fiemme
- 104,30 MHz - Radio Deejay
- 105,90 MHz - Radio Italia Anni 60

## Trasmettitori sulla Cima Roda

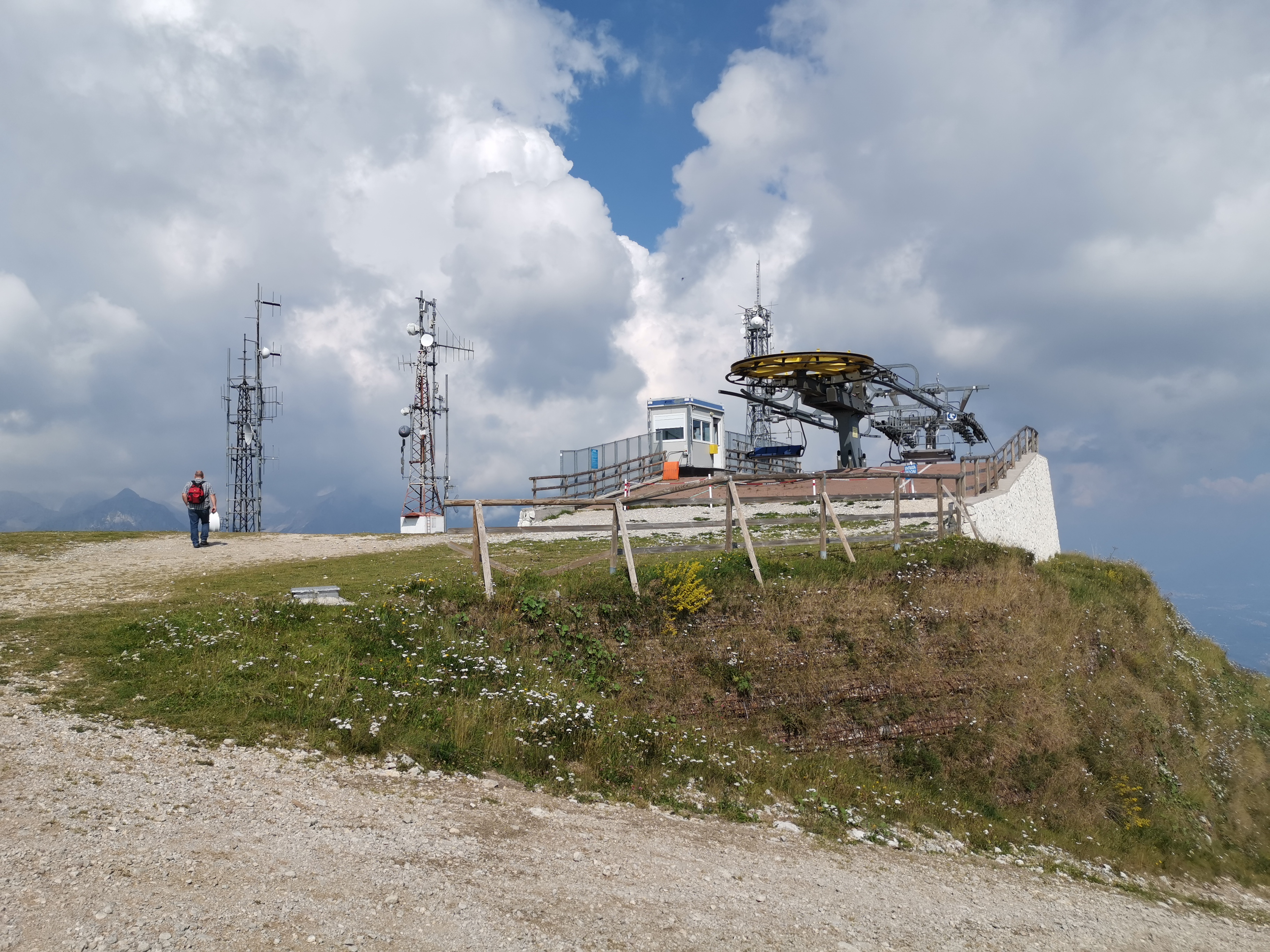
Radiotrasmettitori della Cima Roda, Paganella (TN)

Posti nel comune di Vallelaghi in una posizione strategica, ad un'altezza di 2.125 m s.l.m. sulla Cima Roda, si trovano dei trasmettitori di natura radiofonica.
Emissioni radiofoniche (Radio-FM):
- 89,70 MHz - Radio Italia
- 91,30 MHz - Radio Stella FM
- 92,00 MHz - RDS
- 95,90 MHz - Radio Viva FM
- 103,50 MHz - Radio Dolomiti
- 105,10 MHz - Radio Rete Regione NBC - Info A22

## Copertura

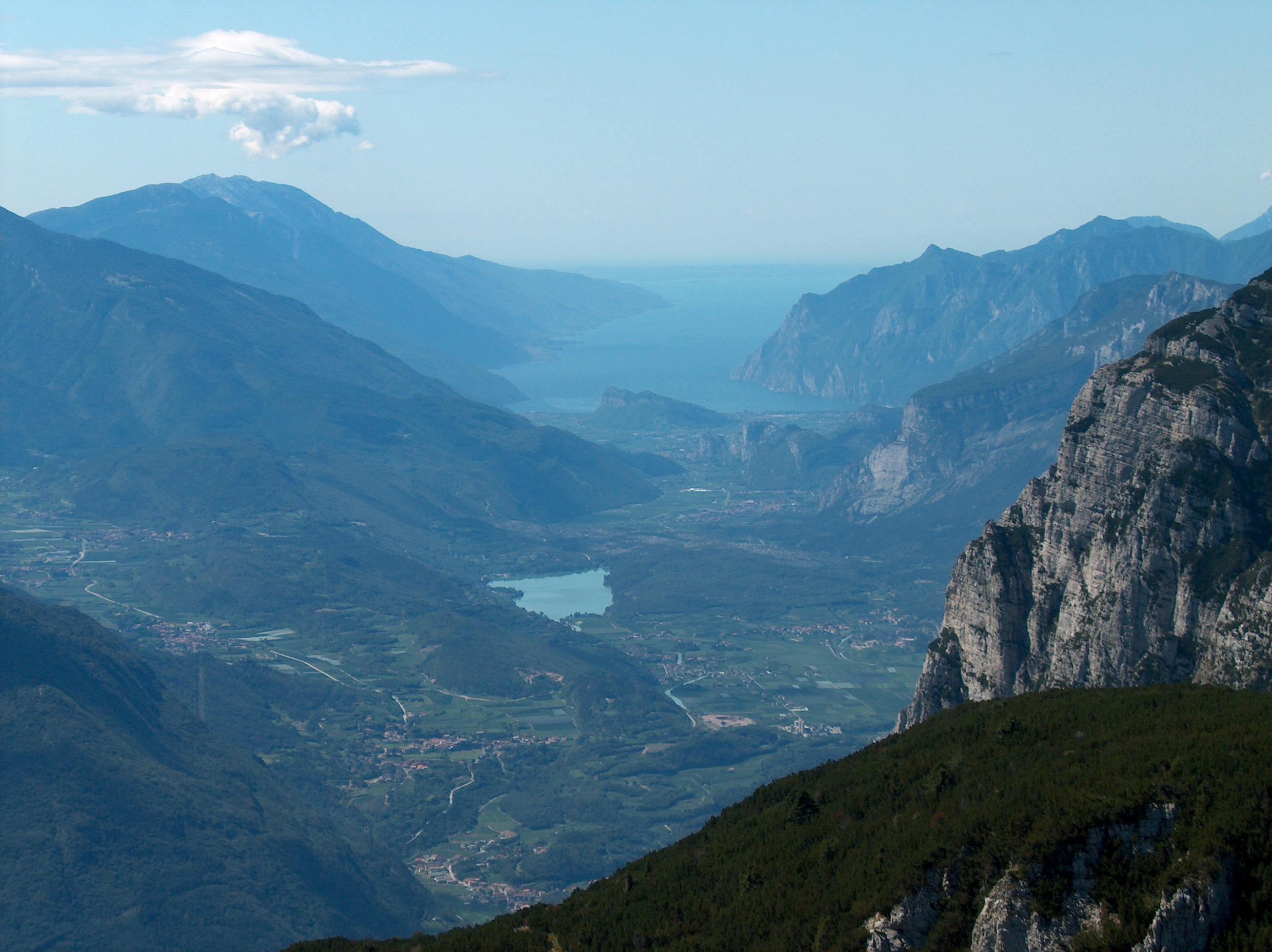
Il Lago di Garda all'orizzonte visto dalla Paganella

Il centro di trasmissione è sicuramente uno dei più importanti del Trentino i cui segnali radio raggiungono circa 2/3 della popolazione provinciale, coprendo gran parte di essa. Ad esempio è in grado di coprire gran parte della Valle dell'Adige, la Val di Cembra, la Val di Non, parte della Valsugana, la Valle dei Laghi e le zone limitrofe al Lago di Garda settentrionale.
Per illuminare le zone che rimangono in ombra alle sue emissioni vengono utilizzati molti altri ripetitori, come ad esempio i più importanti sono il centro trasmittente del Monte Calisio per la parte sud della Valle dell'Agide e nord della Valsugana, il centro trasmittente della Cima Panarotta per la Valsugana e Folgaria, il centro trasmittente del Monte Bondone per la Valle dell'Adige e gran parte dell'Altopiano della Vigolana, il centro trasmittente del Monte Finonchio per Rovereto e la parte nord della Vallagarina ed il centro trasmittente della Malga Riondera per Ala - Avio.

## Storia
Il centro trasmittente inizio trasmissioni televisive RAI dal 7 dicembre 1955 trasmettendo all'allora Programma Nazionale, in seguito furono estesi i canali, dagli anni 60 arrivò Secondo Programma e dal 1976 con l'apertura del centro Rai di Trento, anche Rai 3 Regionale e altre emittenti private. 
Gli impianti negli anni sono stati soggetto di molte discussioni riguardanti il campo elettromagnetico prodotto da essi ed il loro impatto negativo e visivo sull'ambiente.